# Patrick Henry Bruce

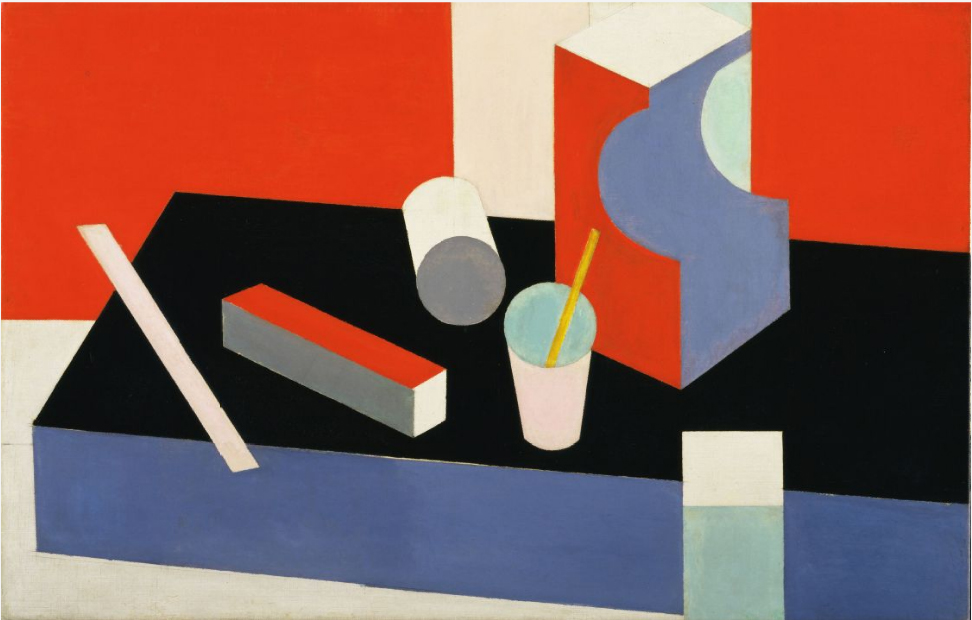
Painting, hacia 1929-1939. Óleo sobre lienzo, 60,3 x 92,4 cm, Nueva York, MoMA.

Patrick Henry Bruce (1881 - 1936) fue un pintor moderno estadounidense, que practicó la pintura sincromista, una forma de cubismo.
Era descendiente de Patrick Henry. A Bruce se le asocia con frecuencia al sincromismo y al orfismo pero, aunque personalmente estaba muy próximo a Sonia y Robert Delaunay, nunca perteneció a ninguna escuela. Su obra fue admirada por Marcel Duchamp y pudo haber influido en el estilo adoptado por Matisse, su anterior maestro, cuando realizó los murales de la Barnes Foundation. Bruce conoció a muchos de los artistas destacados de vanguardia de principios del siglo XX, y expuso con regularidad en el Salon d'Automne.
El estilo de su obra madura anticipó el purismo que desarrollaron Léger y Ozenfant en los años 1920. En sus cuadros de 1918 y posteriores, las formas geométricas de borde duro se colocan como sobre una mesa y se presentan en colores planos, aplicados regularmente. Bruce era muy crítico consigo mismo, y destruyó gran parte de sus pinturas, conservándose sólo un centenar de cuadros. Se suicidó en Nueva York en 1936.